# Nagrada Marul za režiju
Popis dobitnika nagrade Marul festivala Marulićevi dani u kategoriji najboljeg redatelja:

## Nagrađivani redatelji:
| Godina | Redatelj/ica      | Predstava                                                   | Kazalište                                                       |
| 1991.  | Nenni Delmestre   | Pustolov pred vratima (Milan Begović)                       | HNK Split                                                       |
| 1992.  | Joško Juvančić    | Osman (Ivan Gundulić)                                       | Zagrebačko kazalište lutaka                                     |
| 1992.  | Vito Taufer       | Kraljevo (Miroslav Krleža)                                  | HNK Ivana pl. Zajca u Rijeci                                    |
| 1993.  | Zlatko Vitez      | Krležijada (Miroslav Krleža)                                | Histrioni, Zagreb                                               |
| 1994.  | Marin Carić       | Slavonska Judita (nepoznati autor)                          | HNK u Osijeku                                                   |
| 1995.  | Ivica Kunčević    | Posljednja karika (Lada Kaštelan)                           | GDK Gavella, Zagreb                                             |
| 1997.  | Ozren Prohić      | Posljednji ljetni cvijet (Luko Paljetak)                    | Kazalište Marin Držić, Dubrovnik                                |
| 1999.  | Bobo Jelčić       | Nesigurna priča (Bobo Jelčić/Nataša Rajković)               | Teatar &TD, Zagreb                                              |
| 2000.  | Ivica Boban       | Alma Mahler (Maja Gregl)                                    | Teatar &TD, Zagreb                                              |
| 2001.  | Nenni Delmestre   | Otac (Elvis Bošnjak)                                        | HNK Split                                                       |
| 2002.  | Franka Perković   | Adam i Eva (Miroslav Krleža)                                | KUFER, Zagreb                                                   |
| 2003.  | Nenni Delmestre   | Nosi nas rijeka (Elvis Bošnjak)                             | HNK Split                                                       |
| 2004.  | Damir Zlatar Fray | Božanska glad (Slavenka Drakulić/Darko Lukić)               | Teatar &TD, Zagreb                                              |
| 2005.  | Želimir Mesarić   | Svoga tela gospodar (Slavko Kolar)                          | GK Komedija, Zagreb                                             |
| 2006.  | Matjaž Pograjc    | Fragile! (Tena Štivičić)                                    | Slovensko mladinsko gledališče, Ljubljana                       |
| 2007.  | Ivana Đilas       | Ovaj krevet je prekratak ili samo fragmenti (Nina Mitrović) | Slovensko narodno gledališče, Nova Gorica                       |
| 2008.  | Janusz Kica       | Krijesnice (Tena Štivičić)                                  | Zagrebačko kazalište mladih                                     |
| 2009.  | Saša Anočić       | Kauboji (Saša Anočić)                                       | Teatar Exit, Zagreb                                             |
| 2010.  | Paolo Magelli     | Zagrebački pentagram (više autora)                          | Zagrebačko kazalište mladih                                     |
| 2011.  | Olja Lozica       | Reces i ja (Olja Lozica)                                    | Teatar Exit/KUFER, Zagreb                                       |
| 2012.  | Janusz Kica       | Moj sin samo malo sporije hoda (Ivor Martinić)              | Zagrebačko kazalište mladih                                     |
| 2013.  | Anica Tomić       | Leda (Miroslav Krleža)                                      | ZKM/Festival Kotor Art/Kraljevsko pozorište Zetski dom, Cetinje |
| 2014.  | Olja Lozica       | Sada je, zapravo, sve dobro (Olja Lozica)                   | Zagrebačko kazalište mladih                                     |
| 2015.  | Rene Medvešek     | Kristofor Kolumbo (Miroslav Krleža)                         | Zagrebačko kazalište mladih                                     |
| 2016.  | Nenni Delmestre   | Kašeta brokava (Elvis Bošnjak)                              | HNK Split                                                       |
| 2017.  | Janusz Kica       | Ljudi od voska (Mate Matišić)                               | HNK Zagreb                                                      |
| 2020.  | Saša Anočić       | Kiklop (Ranko Marinković)                                   | GDK Gavella                                                     |
| 2021.  | Anica Tomić       | Hotel Zagorje (Ivana Bodrožić)                              | GDK Gavella                                                     |
| 2022.  | Ivica Buljan      | U agoniji (Miroslav Krleža)                                 | HNK Zagreb                                                      |
| 2023.  | Marijan Nečak     | Kabaret Kaspar (Tena Štivičić)                              | SNG Ljubljana                                                   |
| 2024.  | Ivan Plazibat     | Slučaj vlastite pogibelji (Kristian Novak)                  | HNK Varaždin                                                    |
| 2025.  | Goran Golovko     | Nije pas beštija (Miljenko Smoje)                           | GKL Split                                                       |

## Najnagrađivaniji redatelji
U nastavku popis najčešće nagrađenih redatelja. 
| Br. | Ime autora      | Broj nagrada |
| --- | --------------- | ------------ |
| 1.  | Nenni Delmestre | 4            |
| 2.  | Janusz Kica     | 3            |
| 3.  | Saša Anočić     | 2            |
| -   | Anica Tomić     | 2            |

## Vanjske poveznice
- Hrvatsko narodno kazalište u Splitu